# Еканіт
Еканіт — незвичайний силікатний мінерал з хімічною формулою Ca
2ThSi
8O
20 або (Ca,Fe,Pb)
2(Th,U)Si
8O
20. Він є членом групи стисіїту. Це один з небагатьох дорогоцінних каменів, які є природно радіоактивними. Більшість еканіту видобувається на Шрі-Ланці, хоча поклади також є в Росії та Північній Америці. Прозорі та добре забарвлені камені зустрічаються рідко, оскільки радіоактивність спричиняє тенденцію до деградації кристалічної матриці з часом у процесі, відомому як метаміктизація.
Типовою місцевістю є Ехеліягода, район Ратнапура, провінція Сабарагамува, Шрі-Ланка, де мінерал був вперше описаний в 1955 році шрі-ланкійським вченим Ф. Л. Д. Еканаяке і названий на його честь.
У Шрі-Ланці зразки мінералів зустрічаються у вигляді уламкової гальки. У горах Томбстоун Юкону, Канада, мінерал знайдено в сієнітових льодовикових ератичних валунах. На Альбанських пагорбах Італії його знаходять у вулканічних викидах.